# Campeonato nacional de Estados Unidos 1930
Lista de los campeones del Campeonato nacional de Estados Unidos de 1930:

## Senior

### Individuales masculinos
John Doeg vence a  Frank Shields, 10–8, 1–6, 6–4, 16–14

### Individuales femeninos
Betty Nuthall Shoemaker vence a  Anna McCune Harper, 6–1, 6–4

### Dobles masculinos
George Lott /  John Doeg vencen a  Wilmer Allison /  John Van Ryn, 8–6, 6–3, 4–6, 13–15, 6–4

### Dobles femeninos
Betty Nuthall /  Sarah Palfrey Cooke vencen a  Edith Cross /  Anna McCune Harper, 3–6, 6–3, 7–5

### Dobles mixto
Edith Cross /  Wilmer Allison vencen a  Marjorie Morrill /  Frank Shields, 6–4, 6–4
| Predecesor: 1929                         | Campeonato nacional de Estados Unidos 1930 | Sucesor: 1931                         |
| Predecesor: Campeonato de Wimbledon 1930 | Grand Slam 1930                            | Sucesor: Campeonato de Australia 1931 |

- Datos: Q2411503